# Георги Духтев
Георги Михайлов Духтев е български ландшафтен архитект, озеленител и градинар.

## Биография
Роден е във Варна на 7 август 1885 г. в семейството на Михаил Духтев и Балаши Георгиева. Получава стипендия от цар Фердинанд за тригодишно изучаване на немски език. През 1909 г. завършва градинарство и паркостроителство в Института по паркостроителство и цветарство в Айсбург, Австрия. Царят му дава възможност да ръководи парка и цветарниците на двореца „Евксиноград“, но отказва тази длъжност. Предлага на Община Бургас да създаде Морска градина в града. През 1910 г. получава длъжността управител-градинар в Община Бургас.
Георги Духтев налага изцяло нова концепция за развитието на Приморския парк, което включва залесяването и изграждането на цялостна флора и фауна. За тази цел са набавени семена, дървесна и храстова растителност. След като общинската администрация преглежда проекта му през 1909 година, впоследствие е одобрен и се получава разрешение за набавянето на необходимите растения. Генералната идея е паркът да бъде място за отдих на гражданите на Бургас.
През 1937 г. е награден от цар Борис III с кавалерски кръст „Народен орден за граждански заслуги – с корона“.
Умира от инфаркт на 9 ноември 1955 г. в София.

## Памет
На архитект Георги Духтев е наречена улица в квартал „Симеоново“ в София (Карта).
- Паметник, посветен на създаването на Морската градина в Бургас от архитект Георги Духтев
- Къщата на Георги Духтев в Морската градина в Бургас